# Liste der gesperrten Autoren und Bücher
Die Liste der gesperrten Autoren und Bücher. Maßgeblich für Buchhandel und Büchereien wurde im Jänner 1946 vom österreichischen Bundesministerium für Unterricht (BMfU) herausgegeben und umfasste insgesamt 66 paginierte Seiten, auf denen über zweitausend Werke von circa 1600 Autoren aufgeführt waren.

## Zweck und Inhalt
Mit der bereits seit Sommer 1945 kursierenden Liste war vom BMfU dabei ein Verbot von Nachdruck, Verkauf und Verleih bereits existierender NS-Literatur beabsichtigt. Weiterreichende Maßnahmen wie z. B. Berufsverbote waren nicht beabsichtigt, sie diente als Aussonderungshilfe für Bibliotheken, Büchereien und den Buchhandel. Der Druck der kleinen braunen kartonierten Ausgabe wurde von Carl Ueberreuter, Wien IX, Alserstraße 24 durchgeführt.
Die Liste folgte einem einfachen alphabetischen Ordnungsprinzip, welches auch Stichwörter einfach aufnimmt. Die Liste begann mit Abenteuer, Abfahren!, Achenach Oskar R., Achleitner Richard, Adler Hermann, Ahlers Rudolf und endete mit: Zur Beek Gottfried, Zweihundertzwanzig Kochrezepte, Zwilling Ernst A. Manche Autoren waren nur einmal angeführt, manche mehrmals, von manchen Autoren wurden sämtliche Werke verboten, wie z. B. von Hans Grimm, Karl Haushofer, Erwin Guido Kolbenheyer, Martin Lezius oder Alja Rachmanowa. Auch heute bekannte Autoren wie Ernst Jünger, von dem bis auf zwei Werke alles verboten war, fanden sich auf der Liste. Auffallend ist, dass vielfach Namen falsch geschrieben sind.
Gleichfalls im Jänner 1946 erschien eine achtseitige Schrift, ebenfalls von Bundesministerium für Unterricht herausgegeben, die „Nachträge zur Liste der gesperrten Autoren und Bücher. Maßgeblich für Buchhandel und Büchereien“, auf welcher sich auf S. 8 eine Seite mit Richtigstellungen befand, die sich aber auf orthographische Irrtümer und falsche Titelangaben mancher Autoren bezog und nicht auf eine inhaltliche Korrektur. Zwar waren die Auflagen – sowohl der eigentlichen „Liste“ wie auch der „Nachträge“ – verhältnismäßig groß, doch existieren heute nur noch wenige Exemplare der Erstausgaben in Privatbesitz. Fortgeführt wurde die Entnazifizierung des österreichischen Literaturbetriebes durch das Verbotsgesetz von 1947 und die von April 1948 bis 1949 eingesetzte Zentralkommission zur Bekämpfung der NS-Literatur.

## Bibliotheksnachweis
- Liste der gesperrten Autoren und Bücher: maßgeblich für Buchhandel und Büchereien. Nachträge. Wien: BM für Unterricht, 1946 Nachweis, bei Karlsruher Virtueller Katalog (KVK)
- Liste der gesperrten Autoren und Bücher : maßgeblich für Buchhandel und Büchereien. Nachträge. Wien : BM für Unterricht, 1946, bei Google Books (non commercial)